# Pilar (partido)
Pilar (Partido del Pilar) is een partido in de Argentijnse provincie Buenos Aires. Het bestuurlijke gebied telt 232.463 inwoners.

## Plaatsen in partido Pilar
- Barrio Parque Almirante Irizar
- Club de Campo Larena - Los Quinchos
- Country Club El Jagüel
- Del Viso
- Fátima
- La Lonja
- Los Cachorros
- Manuel Alberti
- Manzanares
- Manzone
- Maquinista F. Savio
- Pilar
- Presidente Derqui
- Santa Teresa
- Villa Astolfi
- Villa Rosa
- Zelaya